# Kiunga (Papua-Nowa Gwinea)
Kiunga – miasto w Papui-Nowej Gwinei, w Prowincji Zachodniej. Według danych szacunkowych na rok 2013 liczy 18 738 mieszkańców.
Stolica rzymskokatolickiej diecezji Daru-Kiunga. W mieście znajduje się port lotniczy Kiunga.